# Alakina Mann
Alakina Sarah Mann (Surrey, Inglaterra, 1 de agosto de 1990) é uma atriz inglesa. Ficou conhecida após interpretar a personagem "Anne Stewart", no filme de 2001, Os Outros com Nicole Kidman. Alakina também apareceu no filme de 2003, Moça Com Brinco de Pérola como "Cornelia Vermeer" com Scarlett Johansson. Alakina, no entanto, parou de atuar, para poder se concentrar mais em sua arte, e em seus esforços pelas causas ambientais.

## Filmografia
| Filmes | Filmes                    | Filmes           | Filmes  |
| Ano    | Título                    | Papel            | Notas   |
| ------ | ------------------------- | ---------------- | ------- |
| 2001   | Os Outros                 | Anne Stewart     |         |
| 2003   | Moça Com Brinco de Pérola | Cornelia Vermeer |         |
| 2004   | Fungus the Bogeyman       | Katie            | Para TV |

## Prêmios e Indicações
| Prêmios | Prêmios   | Prêmios             | Prêmios                                               | Prêmios   |
| Ano     | Resultado | Premiação           | Categoria                                             | Título    |
| ------- | --------- | ------------------- | ----------------------------------------------------- | --------- |
| 2002    | Indicada  | Young Artist Awards | Melhor Performance em Filme - Jovem Atriz Coadjuvante | Os Outros |
| 2002    | Indicada  | Goya Awards         | Melhor Atriz Revelação                                | Os Outros |
| 2002    | Indicada  | Saturn Awards       | Melhor Performance de Jovem Ator                      | Os Outros |